# Landkreis Hof
Landkreis Hof ligger i den nordøstlige del af Regierungsbezirk Oberfranken i  den tyske delstat Bayern. Administrationsby er den kreisfri by Hof, der ligger midt i landkreisen, men  som ikke selv er en del af den. 

## Geografi
Landkreisens område har en udstrækning på omkring 35 km i både  nord-syd- og vest-østlig retning. Nabokreise er mod nord Saale-Orla-Kreis i Thüringen , mod øst den sachsiske Vogtlandkreis og den tjekkiske bezirk Eger (Okres Cheb), mod syd ligger Landkreis Wunsiedel im Fichtelgebirge og Landkreis Bayreuth og i vest Landkreis Kulmbach og Landkreis Kronach. Grænsen til Tjekkiet er omkring 25 km lang.
Geografisk er Landkreisens område inddelt i landskaber: Mod nordvest ligger udløbere af Frankenwald med det højeste punkt Döbraberg (795 moh.) og Selbitzdalen. Floden Selbitz har sit udspring i den sydlige del af landkreisen og løber mod nord, blandt andet gennem byerne Selbitz og Naila, for så at munde ud i  Saale ved udkanten af området; Saale har også sit  udspring i  den sydlige del af området, men østligere end Selbitz, og løber blandt andet gennem byen Hof.  I den østlige del af området ligger landskabet Bayerske Vogtland. Mod syd  er der udløbere af Fichtelgebirge med det 878 m høje Großer Waldstein. Mellem Frankenwald og Fichtelgebirge ligger landskabet Münchberger Gneisplatte. 

## Byer og kommuner
Kreisen havde 95311  indbyggere pr.  2018-12-31

| - Byer 1. Helmbrechts (8413) 2. Lichtenberg (1051) 3. Münchberg (10215) 4. Naila (7684) 5. Rehau (9424) 6. Schauenstein (1922) 7. Schwarzenbach a.Wald (4395) 8. Schwarzenbach a.d.Saale (7042) 9. Selbitz (4294) - Købstæder (markt) 1. Bad Steben (3405) 2. Oberkotzau (5357) 3. Sparneck (1589) 4. Stammbach (2338) 5. Zell im Fichtelgebirge (1921) - Kommuner 1. Berg (2066) 2. Döhlau (3856) 3. Feilitzsch (2833) 4. Gattendorf (1032) 5. Geroldsgrün (2763) 6. Issigau (1011) 7. Köditz (2440) 8. Konradsreuth (3151) 9. Leupoldsgrün (1194) 10. Regnitzlosau (2300) 11. Töpen (1028) 12. Trogen (1423) 13. Weißdorf (1164) - Verwaltungsgemeinschafte - Feilitzsch (Kommunerne Feilitzsch, Gattendorf, Töpen og Trogen) - Lichtenberg (Byen Lichtenberg og kommunen Issigau) - Schauenstein (Byen Schauenstein og kommunen Leupoldsgrün) - Sparneck (Købstaden Sparneck og kommunen Weißdorf) - Ubeboede kommunefri områder(37,60 km²) - Forst Schwarzenbach a.Wald (8,28 km²) - Geroldsgrüner Forst (16,71 km²) |